# مقاطعة مورتون (داكوتا الشمالية)
مورتون (بالإنجليزية: Morton)‏ هي إحدى مقاطعات ولاية داكوتا الشمالية الأمريكية. بحسب تعداد الولايات المتحدة لعام 2010، كان عدد سكانها 27471 نسمة، مما يجعلها سابع أكبر مقاطعة من حيث عدد السكان في داكوتا الشمالية. مقرها مقاطعة ماندان. يتم تضمين مقاطعة مورتون في منطقة إحصائية متروبوليتان بسمارك، إن دي.